# Shpend Hasani
Shpend Hasani (* 24. März 1996 in Heinsberg) ist ein deutsch-kosovarischer Fußballspieler.

## Karriere
Hasani spielte in der Jugend bis 2007 beim 1. FC Heinsberg-Lieck und ab 2007 bis zur U19 bei Alemannia Aachen. Seine ersten Einsätze im Herrenbereich sammelte er ab 2014, bei der 2. Mannschaft von Alemannia Aachen in der Mittelrheinliga. Zur Spielzeit 2015/2016 gehörte Hasani auch dem Kader der 1. Mannschaft in der Regionalliga West an. Für Aachen absolvierte er insgesamt 29 Spiele in der Mittelrheinliga für die Zweitvertretung und 5 Partien für die Profis in der Regionalliga West.
Zur Spielzeit 2016/2017 wechselte er in die Niederlande zu Helmond Sport. Hier spielte Hasani in der Eerste Divisie, der zweithöchsten Spielklasse in den Niederlanden. Sein Debüt gab er am 5. August 2016 (1. Spieltag) beim 2:2 gegen den MVV Maastricht. Insgesamt konnte er 8 Einsätze mit einer Torvorlage in Liga 2 verbuchen, zudem kam er auf 11 Partien mit 3 Treffern für die Zweitvertretung von Helmond Sport.
Das Gastspiel in den Niederlanden endete bereits nach einer Spielzeit und im Sommer 2017 kehrte Hasani nach Deutschland zurück und schloss sich dem FC Wegberg-Beeck an. Von 2017 bis 2024 konnte Hasani wettbewerbsübergreifend (Mittelrheinliga, Regionalliga West & Mittelrheinpokal) über 200 Partien für den Verein absolvieren und 2 Aufstiege feiern. In der Spielzeit 2018/2019 war Hasani Topscorer in der Mittelrheinliga mit insgesamt 34 Scorerpunkten in 28 Partien (20 Tore & 14 Vorlagen).
Zur Spielzeit 2024/2025 schließt Hasani sich Germania Hilfarth an.

## Erfolge
- Meister in der Mittelrheinliga und Aufstieg in die Regionalliga West: 2019/2020
- Aufstieg in die Regionalliga West: 2022/2023